# Christian Madsen
Pour les articles homonymes, voir Madsen.
Christian Madsen est un acteur américain né le 8 février 1990 à Los Angeles en Californie.

## Filmographie

### Cinéma
- 2008 : Eyes Front : Sam
- 2009 : Lost in the Woods : le premier agent du FBI
- 2009 : Clear Lake, WI : Christian le guerrier
- 2010 : The Brazen Bull : Barry
- 2010 : Now Here : Travis Pratt
- 2011 : Time Out : le leader de Dayton
- 2012 : Refuge from the Storm : Sam
- 2012 : The Lovers : Samuel Basrico
- 2013 : Palo Alto : Anthony
- 2013 : Jake Squared : Grip
- 2014 : Divergente : Al
- 2015 : King Jack : Tom
- 2015 : Prism : Bryan
- 2016 : Mr. Church : Eddie Larson
- 2017 : Odious : Joe McNeal
- 2019 : Children of Moloch : Duffy
- 2019 : Asbury Park : Tony

### Télévision
- 2016 : Fancy Article Presents : M. Darcy (1 épisode)
- 2016 : Dans les griffes de Charles Manson : Tex Watson